# Будуры
Будуры или Будур (укр. Будури) — озеро, расположенное на юге Белгород-Днестровского района (Одесская область); является ответвлением озера Шаганы. Тип общей минерализации — солёное. Происхождение — лиманное. Группа гидрологического режима — сточное.

## География
Будуры входит в группу озёр Тузловские лиманы. Длина — 3,0 км. Ширина средняя — 1,0 км, наибольшая — 2,1 км. Ближайший населённый пункт — село Кочковатое и Малая Балабанка, расположенное севернее озера.
Озеро Будуры расположено вдали от Чёрного моря. Озёрная котловина водоёма неправильной удлинённой формы, вытянутая с севера на юг, к северу сужается. Берега обрывистые без пляжей, высотой 2 и 4 м. К озеру на севере примыкают солончаки. От озера Шаганы Будуры отделено песчаной косой и сообщается с ним, являясь его ответвлением. На севере в озеро впадает балка Будур.
Для озеро характерно частичное пересыхание и засоление, вследствие падения уровня воды. Дно покрыто грязями (чёрным илом), местами — песком с ракушей.

## Хозяйственное значения
Входит в состав национального природного парка Тузловские лиманы, созданного 1 января 2010 года с общей площадью 27 865 га. Грязи могут использоваться в лечебных целях.